# Velencei biennálé

A Velencei Biennálé (La Biennale di Venezia) az olaszországi Velence városában rendezett sokoldalú művészeti fesztivál, a világ egyik legelismertebb, legrangosabb kulturális eseménye. Hetven ország alkotói vesznek részt kétévenként a művészeti, politikai és társadalmi seregszemlén, amelyet 1895-ben az akkori modern képzőművészet elismertetésének céljával rendeztek meg első alkalommal.

## A Biennálé rendezvénysorozatai

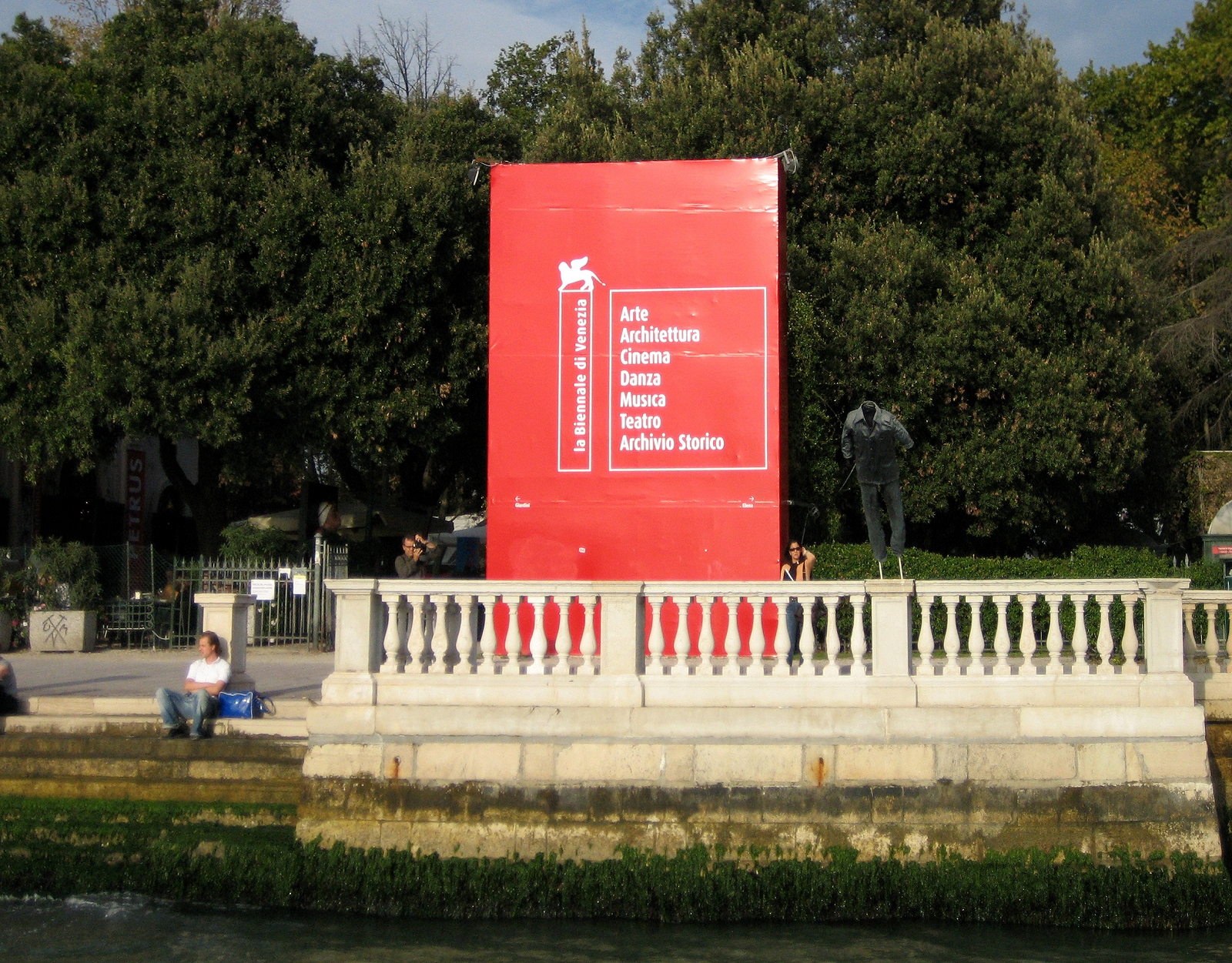
A Biennálé-kertek bejárata

A Biennálé Alapítványa (Fondazione della Biennale) szervezi a Velencei Nemzetközi Művészeti Kiállítást (Esposizione Internazionale d'Arte), a Velencei Építészeti Biennálét (Mostra Internazionale di Achitettura) és a Velencei Nemzetközi Filmfesztivált (Mostra Internazionale d'Arte Cinematografica). Nem új keletű esemény a Velencei Biennálé történetében a Zenei Fesztivál (Festival della Musica), a Táncfesztivál (Festival della Danza) illetve a Színházfesztivál (Festival del Teatro) sem.
Fontos szerepe van a modern kortársművészeti tendenciák ismertetésében, bemutatásában. 2007-ig a Filmfesztivált 64 alkalommal rendezték meg, míg a Képzőművészeti kiállítást kétévente összesen 52-szer láthatta a közönség. Az építészeti bemutatót 2018-ra 16 alkalommal rendezték meg, a zenei fesztivált 51-szer, a Színházfesztivált 39-szer, a Táncfesztivált pedig ötször élvezhették a látogatók. A Biennálé nagy figyelmet fordít a művészetek promóciójára a médiában is. Mindezek mellett azonban archívumot tart fenn a jelenkori művészetek történetének, áramlatainak feldolgozására, ez a Kortárs Művészetek Történeti Archívuma (ASAC, vagy l'Archivio Storico delle Arti Contemporanee).

## Velencei helyszínek
Az Alapítvány több helyszínen tartja kiállításait, rendezvényeit, mivel nagy nemzetközi igényt elégít ki. Évente ma már mintegy 320 000 főnyi nézősereg özönlik a modern műfajok vonzásában a Biennálé területére, melynek centruma a Castello negyedben fekvő, csak a bemutatók idején nyitva tartó ún. Biennálé-kertek (Giardini di Castello), amely a képzőművészeti és az építészeti bemutatótermek otthona, illetve a Filmpalota (Palazzo del Cinema) és a Kaszinópalota (Palazzo del Casinò) a Lidón, ahol a filmművészeti seregszemle zajlik. További termeket bocsátanak rendelkezésre az Arzenál (Arsenale) a Tese Színház (Teatro alle Tese) és a Kis Arzenál Színház (Teatro Piccolo Arsenale) – a színházi és táncos előadások helyszínéül.

## Velencei Nemzetközi Művészeti Kiállítás

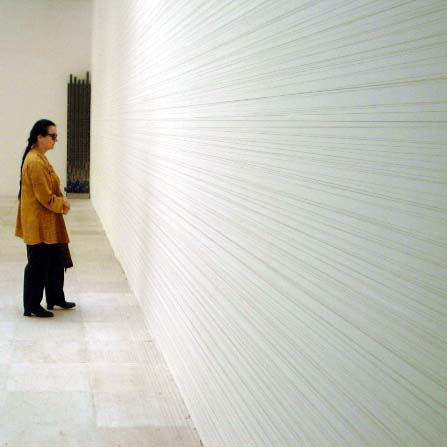
A kiállítás részlete, 2005

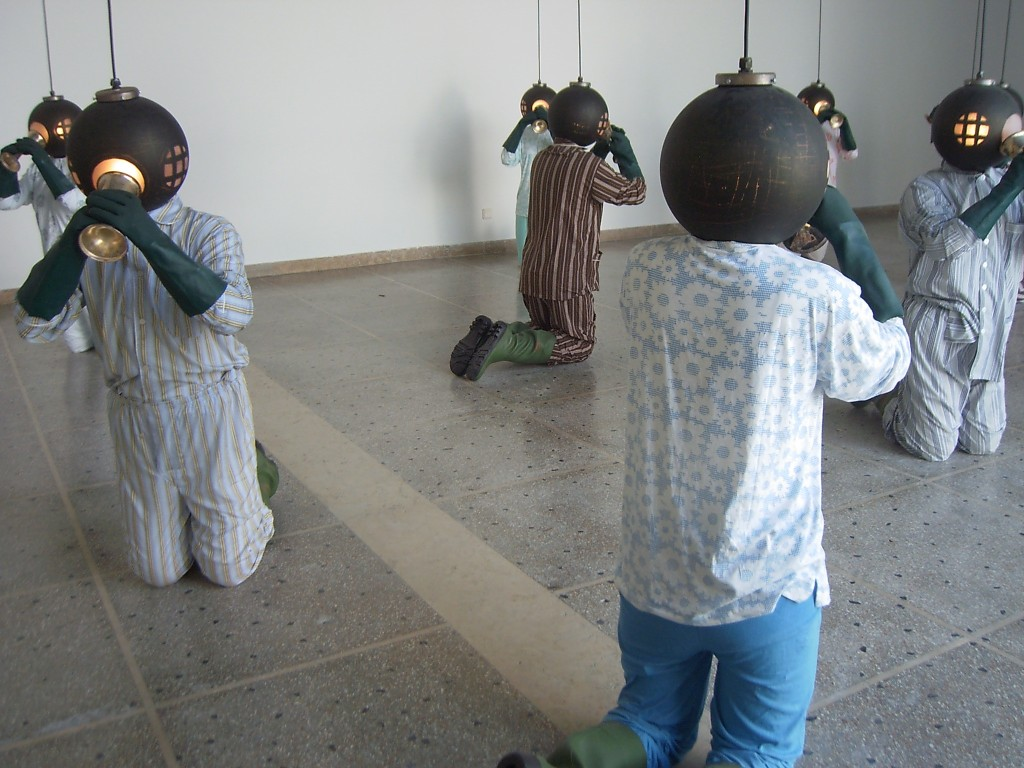
"Pump Room", Kicsiny Balázs alkotása a 2005. évi velencei biennálén

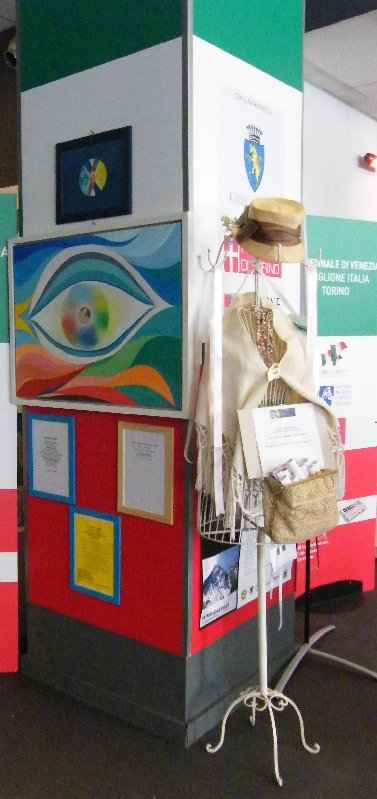
IMMAGINE&POESIA: alkotása a 2011. évi velencei biennálén – Torino Esposizioni, Sala Nervi

### 2007
2007-ben Robert Storr amerikai kurátor vezetésével rendezték meg az 52. Velencei Biennálét „Think with the Senses – Feel with the Mind” címmel. Június 10. és november 21. között látogathatták a kortárs művészet rajongói a rendezvénysorozatot, a már befutott sztárművészek alkotásait tekintve meg. A kiállítók listája mindig hosszú, pár jól csengő név az utolsó bemutatóról: Eija-Liisa Ahtila, Monica Bonvicini, Marlene Dumas, Jenny Holzer, Barbara Kruger, Bruce Nauman, Gabriel Orozco, Antoni Tàpies, Rachel Whiteread, illetve Francis Bacon, Philip Guston, Agnes Martin, Guerrilla Girls, Oleg Kulik és Leigh Bowery.

## Magyar részvétel Velencében
- 1908-ban a VIII. biennálén Maróti Géza tervei alapján épült meg az első magyar pavilon, amely 1958-ig működött.[1]
- 1928-ban a XVI. biennálé magyar pavilonját Vaszary János (festő) rendezte, saját kiállított művét, a Virágcsendélet c. festményét az olasz állam megvette. Állami díjjal is kitüntették.
- 2006 (építészet) – Re:orient Szerzők: Somlai-Fischer Szabolcs, Szemerey Samu. Kurátor: Nemes Attila.
- 2007 (képzőművészet) – Kultur und Freizeit. Szerző: Andreas Fogarasi. Kurátor: Timár Katalin. A Bécsben élő művész a magyar pavilonban bemutatott videóinstallációival elnyerte a Biennálé fődíját, az Arany Oroszlánt.
- 2008 (építészet) – Corpora in Si(gh)te Szerzők: Sota Ichikawa, Maróy Ákos, Max Rheiner, Kaoru Kobata. Kurátor: Július Gyula
- 2009 (képzőművészet) – „Col Tempo” − A W. projekt. Szerző: Forgács Péter. Kurátor: Rényi András.
- 2010 (építészet) – Borderline Architecture Wesselényi-Garay Andor, Ferencz Marcel.
- 2011 (képzőművészet) – ÖSSZEOMLÁS – Passzív Interjú. Szerző: Németh Hajnal, Kurátor: Peternák Miklós.
- 2012 (építészet) – Modell. Kurátorok: Bachmann Bálint, Markó Balázs.
- 2014 (építészet) – Building/Építés. Kurátorok: Jakab Csaba, Márton László Attila
- 2015 Fenntartható identitások (képzőművészet) – . Kurátor: German Kinga, Kiállító művész: Cseke Szilárd
- 2017 Peace on Earth! (képzőművészet) – . Kurátor: Petrányi Zsolt, Kiállító művész: Várnai Gyula
- 2019 Képzelt kamerákl (képzőművészet) – . Kurátor: Szegedy-Maszák Zsuzsanna, Kiállító művész: Waliczky Tamás
- 2022 Az álmok után: merek dacolni a károkkal (képzőművészet) – . Kurátor: Zsikla Mónika, Kiállító művész: Keresztes Zsófia
- 2024 TechnoZen (képzőművészet) – . Kurátor: Kopeczky Róna, Kiállító művész: Nemes Márton
- 2026 Pneuma Cosmic (képzőművészet) – . Kurátor: Cserhalmi Luca, Kiállító művész: Koronczi Endre